# 新南愛知カントリークラブ 美浜コース
新南愛知カントリークラブ 美浜コース（しんみなみあいちカントリークラブ みはまコース）は、愛知県知多郡美浜町に所在せるゴルフコースである。

## 概要
- 1992年（平成4年）開場。
- 元々はコーテッドサンド製造会社の株式会社トウチュウが南愛知カントリークラプ開発を設立し、会員制ゴルフクラブ『南愛知カントリークラブ 美浜コース』として開場させる[1]。
- だが、会員預託金償還を巡るトラブルが発生し、その影響を受けてクラブ会員を一般社団株主会員に移行させることとして南愛知カントリークラプ開発について会社名を丸の内開発事業に変更して再建を目指すべく、2011年に裁判所より特別清算開始決定が下ったが[2]、債権者会議で否決されたため、経営側と債権者間で折り合わず、2012年10月に自己破産した[1]。
- 尚、本ゴルフ場はトウチュウの子会社として2010年12月に上記の南愛知カントリー開発及び丸の内開発事業からゴルフ場経営部門を分離する形で株式会社新南愛知を設立、名称も現行の『新南愛知カントリークラブ 美浜コース』に変更して現在に至っている[3]。
- 本コースは2007年より日本女子プロゴルフ協会（JLPGA）ツアー公認大会「東海クラシック」が開催されておることで著名なゴルフコースでもある。

## コースの特徴
本コースは日本有数のゴルフコース設計家である佐藤忠志が設計を行い、日米欧通算62勝を誇るレジェンドである岡本綾子が設計監修を行った。
伊勢湾を眺める丘陵に、周囲の地形を生かした戦略的コースとして造成され、特に18番ホールは左にウオーターハザード、フェアウェイ中央に3つのバンカーが設けられるなど屈指の難ホールとしても知られる。それ故、このコースで行われる「東海クラシック女子」は毎年数々のドラマが繰り広げられ、ゴルフファンに認知度が高いことでも有名である。

## 交通アクセス
- 名古屋鉄道河和線・河和駅より乗合自動車にて約7分。